# Phạm Công Sâm
Phạm Công Sâm (1504 - ?), người xã Nhân Lý, huyện Thanh Lâm (nay là thị trấn Nam Sách, Hải Dương). 38 tuổi đỗ đệ nhất giáp Tiến sĩ cập đệ nhị danh (Bảng nhãn), khoa Tân Sửu, niên hiệu Quảng Hoà thứ nhất (1541), đời Mạc Hiến Tông. Làm quan tới chức Thừa chính sử.